# Lucjan Brychczy
Lucjan Antoni Brychczy (Nowy Bytom, 1934. június 13. – 2024. december 2.) válogatott lengyel labdarúgó, csatár, olimpikon és edző.

## Pályafutása

### Klubcsapatban
1952–53-ban a Stal Gliwice labdarúgója volt. 1954 és 1972 között a Legia Warszawa csapatában szerepelt, ahol négy-négy bajnoki címet és lengyel kupagyőzelmet ért el.

### A válogatottban
1954 és 1969 között 58 alkalommal szerepelt a lengyel válogatottban és 11 gólt szerzett. Tagja volt az 1960-as római olimpiai játékokon részt vevő csapatnak.

### Edzőként
1972–73-ban, 1979–80-ban, 1987-ben és 1990-ben a Legia Warszawa vezetőedzője volt.

## Sikerei, díjai
Legia Warszawa
- Lengyel bajnokság
  - bajnok (4): 1955, 1956, 1968–69, 1969–70
  - gólkirály (3): 1957 (19 gól), 1963–64 (18 gól, holtversenyben), 1964–65 (18 gól)
- Lengyel kupa
  - győztes (4): 1955, 1956, 1964, 1966